# Chinois (liqueur)
Pour les articles homonymes, voir chinois.
Le chinois est une liqueur préparée à base du fruit du bigaradier.
Un soda non alcoolisé, connu en Italie sous le nom de chinotto, est également fabriqué à partir du même fruit.